# 7207 Хаммурапі
7207 Хаммурапі (7207 Hammurabi) — астероїд головного поясу, відкритий 24 вересня 1960 року.
Тіссеранів параметр щодо Юпітера — 3,360.